# Abdoulie Kanté
Abdoulie Kanté (* 1. Januar 2008) ist ein gambischer Fußballspieler.

## Karriere
Kanté begann seine Karriere bei der DSG Ferlach. Zur Saison 2021/22 wechselte er bereits als 13-Jähriger in die Akademie des Wolfsberger AC. Dort spielte er bis zur U-16. Zur Saison 2023/24 wechselte der 15-Jährige in die U-18-Mannschaft der Akademie des SK Sturm Graz.
Im Dezember 2023 debütierte er für die zweite Mannschaft der Grazer in der 2. Liga, als er am 16. Spieltag der Saison 2023/24 gegen den SKN St. Pölten in der 73. Minute für Etienne Tare eingewechselt wurde. Dadurch wurde Kanté zum ersten Spieler in der 2. Liga, der im Jahre 2008 geboren wurde. Erst im selben Spiel waren mit den in der Startelf stehenden Oliver Sorg und Richmond Osayantin die ersten Spieler des Jahrgangs 2007 eingesetzt worden.